# Varieté Zirkus Aladin
Der Varieté Zirkus Aladin (auch bekannt als Zirkus Aladin oder Varieté Theater Aladin) wurde 1979 von den Kunstschaffenden Odette Kurattli und Ueli Hirzel in Zürich gegründet. Mit ihrem Zelt tourten sie zwischen 1979 und 1984 primär in Deutschschweizer Städten und an internationalen Theaterfestivals wie dem Zürcher Theater Spektakel. Die Zirkusgruppe gab Vorstellungen mit einem Programm im Variété-Format, das heisst mit diversen zirzensischen Darbietungen (Artistik, Clownerie, Zauberei, Musik usw.). Ab 1984 leitete Ueli Hirzel den Zirkus gemeinsam mit Eva Bruderer. Sie waren ausserdem mit ihrem restaurierten Spiegel-Zelt auf Tour. Damit gastierten sie auch international unter dem Namen Aladin’s Spiegel-Palast. Die Gruppe löste sich nach einem erfolgreichen Gastspiel in Paris im Jahr 1989 auf. Der Variete Zirkus Aladin gehört zur Bewegung des Neuen Zirkus und prägte diese mit.

## Tournee

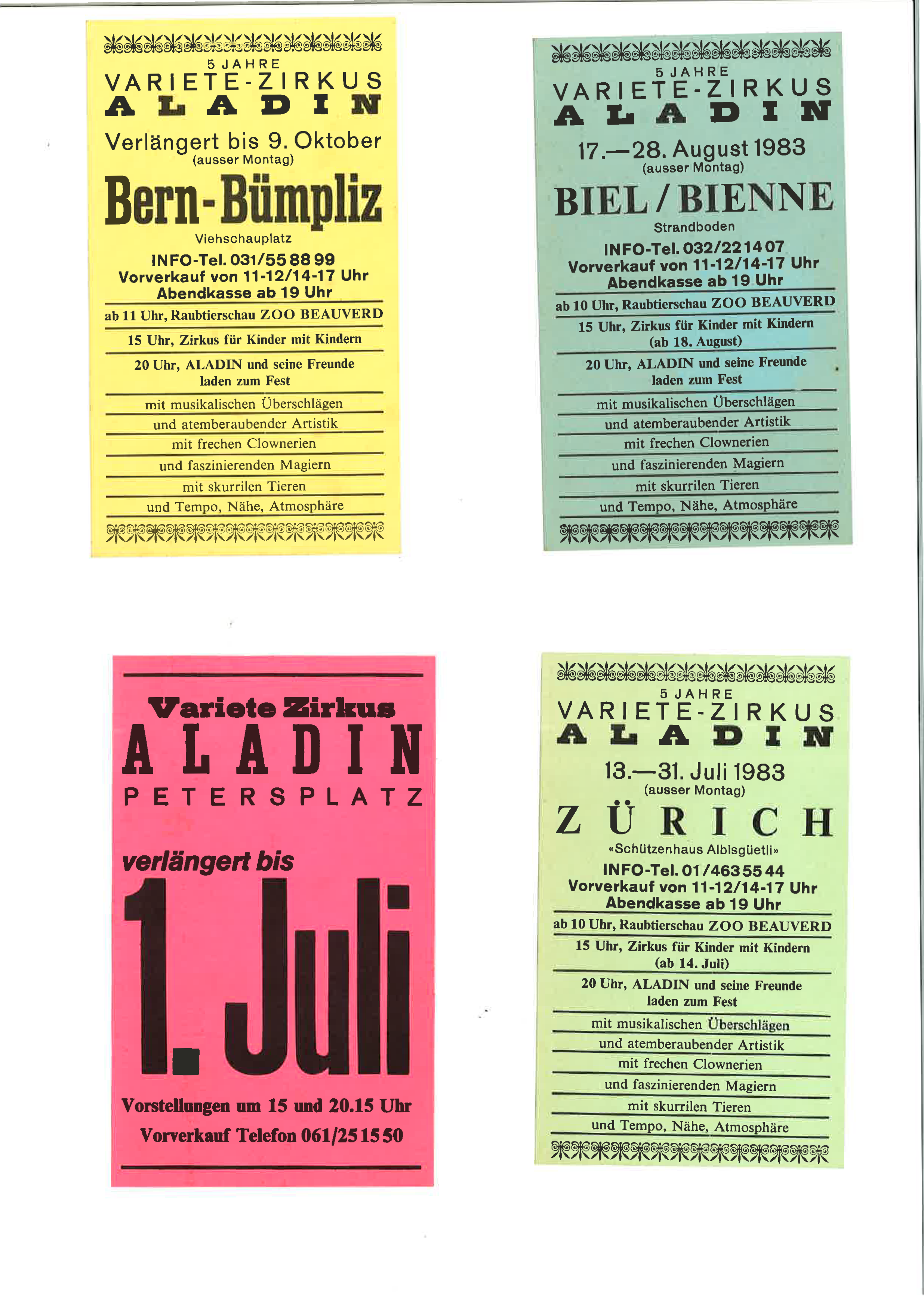
Werbeflyer des Varieté Zirkus Aladin für ihre Deutschschweizer Tournée 1983.

Zwischen 1979 und 1984 tournierte der Zirkus durch die Schweiz und besuchte neben Zürich auch die Städte Bern, Köniz, Bümpliz, Biel, Basel, Winterthur und Luzern. Auch trat er mit unterschiedlichen Programmen an verschiedenen Theaterfestivals in der Schweiz auf (Winterthurer Musikfestwochen, Schweizerische Plastikausstellung Biel, Basler Spektakel). Die Zirkusgruppe war ausserdem fester Bestandteil der ersten Ausgaben des internationalen Theaterfestivals Zürcher Theater Spektakel und spielte dort mit folgenden Programmen: Animationen (1980), Aladin 81 (1981), Kinder-Familien-Zirkus (1987). 1985 gastierte die Gruppe mit dem Spiegelzelt am Festival unter dem Namen Aladin's Palace Universal.

## Programm
Die Zirkusgruppe tourte mit Nachmittags- und Abendprogrammen, die auch jeweils für spezifische Zielgruppen angepasst werden konnten. So war es den Gründern des Zirkus ein Anliegen, ein Programm für sowohl für junge wie auch ältere Menschen zu kreieren. Dies resultierte auch aus dem Wunsch des Zirkusdirektors Hirzel seinen Zirkus so zu gestalten, wie er sich ihn als Kind gewünscht hatte. Er nannte Aladin «Ein Zirkus zum Anfassen». Neben den Abendprogrammen für ein erwachsenes Publikum, hatte der Varieté Zirkus Aladin auch spezifische Angebote für Kinder und zusammen mit der Schaffhausener Seniorenbühne ein Spezialprogramm für ältere Menschen. Für das Jubiläumsprogramm von 1983 wurde der Zirkus vom Zoo Beauverd und dem theatralen Programm des ersten Nationalen Strassenzirkus Palaveri begleitet.

### Künstlerisches Programm

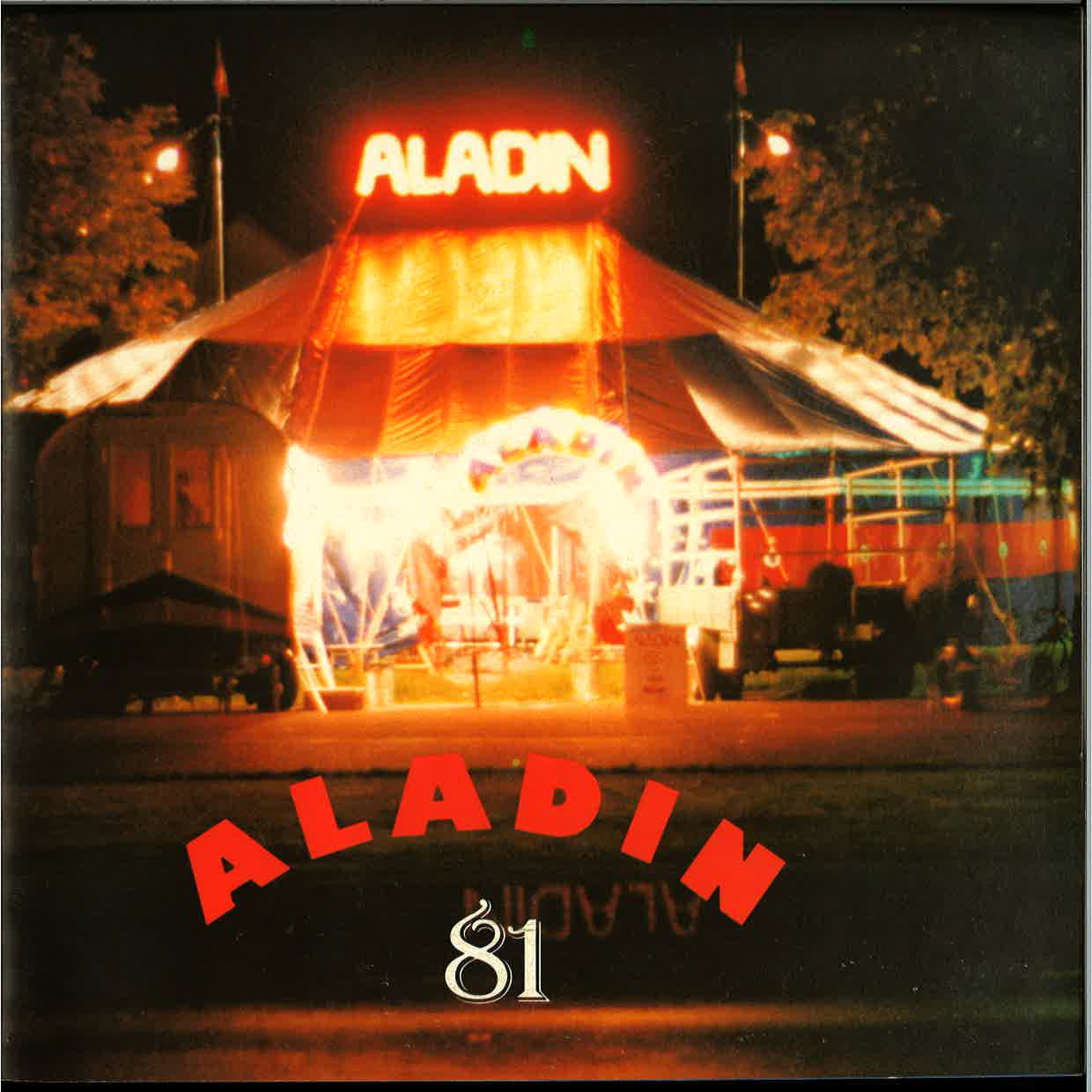
Titelseite des Programmheftes des Varieté Zirkus Aladin von 1981.

Das Abendprogramm wechselte nach einer Saison und wurde für erwachsene Besuchende konzipiert. Nebst den zirzensischen Disziplinen wurden in der Vorstellung auch Darbietungen aus der Welt des Theaters, der Schaubude, des Varietés und der Pantomime gezeigt. Die Zirkusgruppe entwickelte für jede Saison ein neues Programm im Varieté-Format. Eine Abendvorstellung dauerte ca. 2,5 Stunden. Nebst dem wechselnden Programmpunkten waren einige Darbietungen und Figuren über längere Zeit Teil des Repertoires, etwa die seiltanzende Clownfigur von Ueli Hirzel namens Clown Gufi wie auch die Zaubernummer des Direktors.
Das Zelt mit einem Durchmesser von 18 m bot Platz für 250 Zuschauer und war oftmals ausverkauft. Der Zirkusgruppe war das nahe Miteinander zwischen Künstlern und Publikum ein grosses Anliegen.

### Kinderzirkus und weitere Angebote
Seit seiner Gründung bot der Zirkus Aktivitäten für Kinder und Jugendliche an. In der Regel wurden an jedem Standort morgens Zirkus-Workshops für Kinder angeboten. Schulen wurden dazu eingeladen, ihre Turnstunden im Zirkuszelt abzuhalten und während der Ferienzeit durften Kinder unter Anleitung unterschiedliche zirzensische Disziplinen wie Jonglieren, Seiltanzen, Trapez, Clown und Kugel laufen ausprobieren und üben. Das Ziel der Künstler bestand darin ein Zirkuserlebnis zu ermöglichen, die Fantasie anzuregen und Kindern Mut zu vermitteln Dinge auszuprobieren. Das Gelernte durften die Kinder jeweils am Nachmittag im Rahmen einer kleinen Familienvorstellung präsentieren. Diese Nachmittagsvorstellungen dienten auch dazu den Kindern, welche nicht an den morgendlichen Trainings dabei sein konnten eine Möglichkeit zu bieten selbst in den Ring zu steigen und den Zirkus hautnah mitzuerleben. Schulklassen wurden eingeladen anstelle des Turnunterrichts mit den Schülern das Morgentraining des Zirkus zu besuchen.

## Mitwirkende
In dem zehnjährigen Bestehen der Zirkusgruppe traten über 34 Künstler und Künstlergruppen in den Programmen vom Variete Zirkus Aladin und Aladins Palace auf. Einige der Musiker  (Aladin-All-Stars-Zirkus-Orchester), aber auch Artisten waren bereits Bestandteil des Schweizer Nationalstrassenzirkus Palaveri gewesen und formierten sich später zur Band Monkee Palace Orchestra (MPO), die bis heute besteht.
| Name/Bühnename | Herkunft            | Disziplin                                                                   | 1979 | 1980 | 1981 | 1982 | 1983 |
| --- | ------------------- | --------------------------------------------------------------------------- | ---- | ---- | ---- | ---- | ---- |
| Baroness Lips von Lipstrill / Jeannette Schmid                                                                    | Wien, AT            | Varieté, Konzertante Kunstpfeiferin                                         |      |      | Ja   | Ja   |      |
| Piccolo (Arno Black)                                                                                              | Horw, CH            | Trapezist, Feuerfresser, Clown, Papierkunst                                 |      | Ja   | Ja   | Ja   |      |
| Simpel (Marco Morelli)                                                                                            | Bern, CH            | Clownerie                                                                   |      | Ja   | Ja   | Ja   |      |
| Die Valentinos | CSSR                | Gesang, Stepptanz, Akrobatik                                                |      | Ja   | Ja   |      |      |
| Ed Ronlo | Zürich, CH          | Jonglage                                                                    | Ja   | Ja   | Ja   |      |      |
| Carina Ott | Zürich, CH          | Kautschuk-Darbietung                                                        | Ja   | Ja   | Ja   |      |      |
| Die Adonis (Marco, Arno, Ueli, Susanna)                                                                           | International       | Hochseil                                                                    |      |      | Ja   | Ja   |      |
| Duo Szabo | Ungarn              | Balance auf Rollen                                                          |      |      | Ja   | Ja   | Ja   |
| Les Miky’s | Ungarn              | Equilibristik                                                               |      |      | Ja   | Ja   |      |
| Die 2 Silvos | Basel               | Familienakrobatik                                                           | Ja   | Ja   |      |      |      |
| Conny Nelson | Stuttgart           | Cabaret, Transvestie                                                        | Ja   | Ja   |      |      |      |
| Jonny Guitar | Dänemark            | Kunstpfeifer, One Man Big Band                                              |      | Ja   |      |      |      |
| Miss Volta | Basel, CH           | Spiel mit der Elektrizität                                                  |      | Ja   |      |      |      |
| Corado | Basel, CH           | Freileiter                                                                  | Ja   | Ja   |      |      |      |
| Rudolfo |                     | Kragenbären                                                                 | Ja   | Ja   |      |      |      |
| Jackie Steel und Athene                                                                                           | Basel, CH           | Magie, Telepathie                                                           | Ja   |      |      | Ja   |      |
| Penti der Lappe                                                                                                   | Finland             | Equilibristik                                                               |      |      | Ja   |      |      |
| Clown Gufi/ Monsieur Antoine/Ueli Hirzel                                                                          | Zürich/Wetzikon, CH | Magie, Direktion, Clownerie auf dem Hochseil, Harlequin, Sprachstallmeister | Ja   | Ja   | Ja   | Ja   | Ja   |
| Odette Kurattli                                                                                                   | Zürich, CH          | Tier-Dressur, Sprachstallmeisterin                                          | Ja   | Ja   | Ja   |      |      |
| Miss Josette |                     | Akrobatik                                                                   |      |      |      |      | Ja   |
| Miss Lollypolly/ Mimi / Marlies Kataya                                                                            | Wetzikon, CH        | Gesang, Jonglage (Palaveri)                                                 |      |      |      |      | Ja   |
| Hascha Ben Hably/Jacco/James                                                                                      | Wetzikon, CH        | Musik, Zauberer (Palaveri)                                                  |      |      |      |      | Ja   |
| Clown Gusti/ Leon Kaufmann                                                                                        | Luzern, CH          | Clownerie, Musik (Palaveri)                                                 |      |      |      |      | Ja   |
| Erika/Josette/Mama Palaveri/Du-Lu-Sisters                                                                         |                     | Tanz, Rolla Bola (Palaveri)                                                 |      |      |      |      | Ja   |
| Zirkus Palaveri (Marlies Kataya, Edi, James, Erika, Jaco Palaveri, Joesette Palaveri, Mimi Palaveri, Clown Gusti) | Wetzikon, CH        | Strassentheater                                                             |      |      |      |      | Ja   |
| Ilse Fries-Ferrer/Du-Lu-Sisters                                                                                   | Rüti, CH            | Gesang, Schauspiel                                                          |      |      |      |      | Ja   |
| Fabian Taste/Caspar Fries                                                                                         |                     | Tasteninstrument, Stepptanz, Schauspiel                                     |      |      |      |      | Ja   |
| Eva Bruderer | Speicher, CH        | Sprechstallmeisterin, Schauspiel                                            |      |      |      | Ja   | Ja   |
| Hugo Brenner | Wezikon             | Gesang, Gitarre                                                             |      |      |      |      | Ja   |
| Die Novaks / Jonny Novak Trio                                                                                     | Australien          | Akrobatik                                                                   |      |      | Ja   | Ja   |      |
| Maria und Ben | Finnland            | Handartisten, Equilibristik                                                 |      |      | Ja   |      |      |
| Mr. Legs |                     | drei-beiniges Auftreten                                                     | Ja   | Ja   | Ja   | Ja   | Ja   |
| Tro Schimaniansky (Stanislav, Bernard und Richard)                                                                | Polen               | Livemusik                                                                   | Ja   | Ja   | Ja   | Ja   |      |